# Aganippe (Tochter des Termessos)

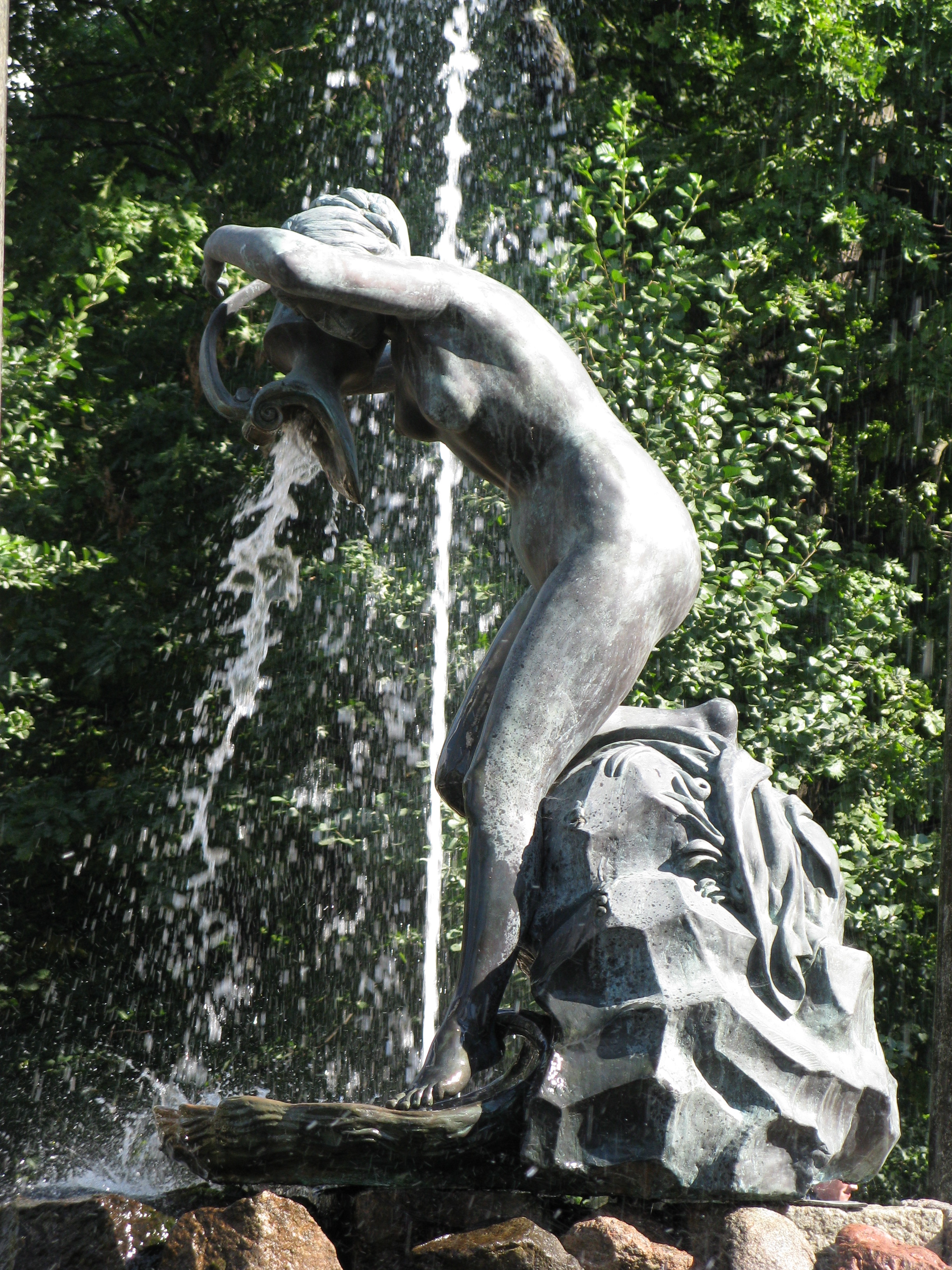
Aganippe-Statue in einem Brunnen im Park von Schloss Peterhof

Aganippe (altgriechisch Ἀγανίππη Aganíppē) ist in der griechischen Mythologie die Najade der Quelle Aganippe am Helikon. Sie ist die Tochter des Flussgottes Permessos oder Termessos.
Die Quelle war den Musen heilig, denn der Genuss ihres Wassers förderte die Genialität der Dichter. Wie die Hippokrene entsprang die Quelle von einem Fußtritt des Pegasos.